# Condado de Braxton
O Condado de Braxton é um dos 55 condados do estado americano da Virgínia Ocidental, cuja sede e maior cidade é Sutton. O condado tem uma área de 516 km², com uma população estimada em 14.702 habitantes, e uma densidade populacional de 28 hab/km². O condado foi fundado em 1836.

## Geografia
De acordo com o censo Bureau, o condado tem uma áreal total de 516 quilômetros quadrodos, dos quais 513 milhas quadradas são terra e 3 milhas quadradas são água.

## Rodovias
- Interstate 79
- U.S. Route 19
- West Virginia Route 4
- West Virginia Route 5
- West Virginia Route 15

## Condados limítrofes
Nordeste:Lewis
Noroeste:Gilmer
Sul:Nicholas
Sudoeste:Clay
Sudeste:Webster
Oeste:Calhoun

## Cidades do Condado
| Cidade     | População |
| ---------- | --------- |
| Sutton     | 1.011     |
| Gassaway   | 901       |
| Burnsville | 481       |
| Flatwoods  | 348       |